# Vader
Cet article concerne le groupe de metal. Pour le catcheur, voir Leon White.
Vader est un groupe de death metal polonais, originaire d'Olsztyn. Formé en 1983, le groupe est mené par le bassiste Piotr « Peter » Wiwczarek et le guitariste Zbigniew « Vika » Wróblewski. Vader fait face à plusieurs changements de formation durant son existence, Wiwczarek étant le seul membre issu de la formation originale. Depuis 2011, le groupe comprend Wiwczarek à la guitare et au chant, le guitariste Marek « Spider » Pająk, le bassiste Tomasz « Hal » Halicki, et le batteur britannique James Stewart.
Ayant démarré comme groupe de heavy metal, Vader s'oriente ensuite vers le thrash, le speed, puis à la fin des années 1980, le death metal. Ce n'est qu'après neuf ans qu'ils publient leur premier album, The Ultimate Incantation.
Le nom du groupe s'inspire de Dark Vador (Darth Vader en VO) de la série de films Star Wars. Leurs thèmes lyriques s'inspirent de l'univers de H. P. Lovecraft et de la Seconde Guerre mondiale.
D'après le magazine Billboard, en 2002, Vader compte approximativement 500 000 vendus à l'international.

## Biographie

### 1983–1994

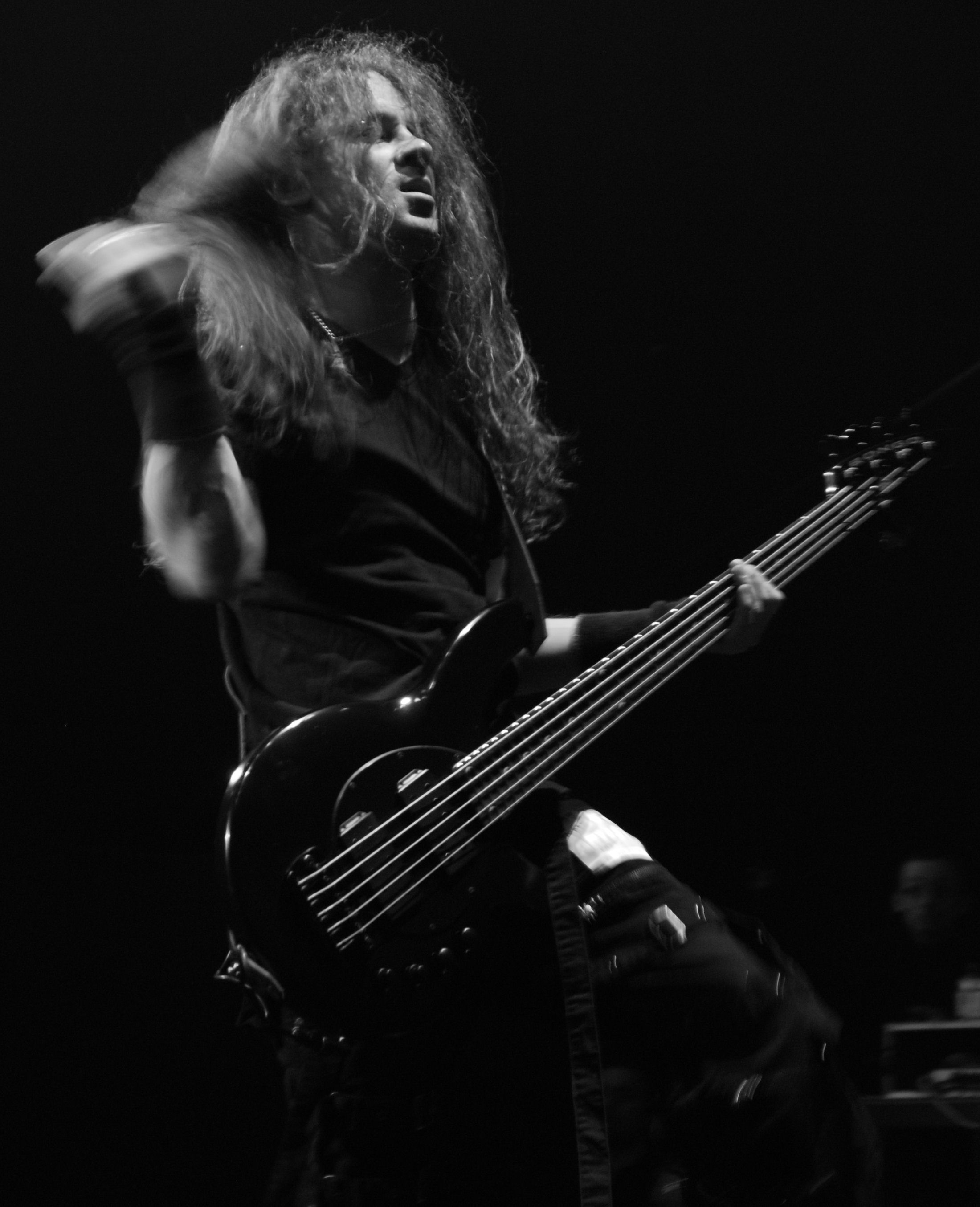
Le bassiste Marcin Novy Nowak avec Vader au festiwal Metalmania en 2008.

Vader est formé en 1983 à Olsztyn, la même année que les pionniers du death metal Possessed et Death. Cependant, à cette période, le groupe se forme dans le heavy/speed metal, puis s'implique par la suite dans le thrash metal, pour finalement devenir un groupe de death metal avec la sortie d'une première démo, intitulée Live in Decay, en 1986.
Les 4 et 5 avril 1986 est organisé le festival de heavy metal Metalmania, auquel Vader participe pendant le deuxième jour aux côtés des groupes Voo Doo, Ferrum, Dragon, Stos, Killer, KAT, et Alaska,. À cette période, le groupe est considéré dans son pays comme le « Slayer polonais » ou, plus rarement, comme le « Destruction polonais ». Le groupe effectue de nombreux concerts (à cette période comme quatuor), entre autres au festival Metalmania de 1991, se popularisant ainsi dans le pays et à l'étranger. Grâce au tape trading, le groupe attire l'intérêt du label Earache Records, qui les signe.
En 1992, ils publient leur premier album The Ultimate Incantation chez Earache Records,, devenu par la suite une des références du death metal européen. Premier groupe brutal d'Europe de l'Est à acquérir une renommée internationale, Vader fait une tournée européenne de 40 dates avec Bolt Thrower et Grave, puis une autre de 30 dates avec Deicide, Suffocation et Dismember en mai et juin 1993, qui marque son entrée sur le territoire américain. Vader met fin à son contrat avec Earache. En 1994, sortent Sothis (Repulse) et The Darkest Age - Live'93 (Baron). Le groupe tourne également avec Malevolent Creation et Oppressor. Sans contrat et malgré la baisse de popularité du death metal, Vader continue.

### 1995–1999
En 1995, il signe avec System Shock/Impact Records. Le succès des trois sorties De Profundis (1995), Future of the Past (1996) et Black to the Blind (1997) combiné à une grande activité live (plus de 350 concerts en trois ans) contribue au retour du groupe sur le devant de la scène. Vader est perçu comme un des leaders européens du death metal. Dans le même temps, Hammerheart Records ressort les deux premières démos du groupe - Necrolust (1989) et Morbid Reich (1990) - sous un seul CD : Reborn In Chaos.
En août 1998, Vader enregistre un album live, Live in Japan (System Shock/Impact Records). Avant sa sortie en décembre, le groupe enregistre un mini-album, Kingdom (System Shock/Impact Records), ainsi que sa première vidéo officielle Vision and Voice (Metal Mind). Cette même année, Vader ouvre également pour Slayer en Pologne. La fin 1998 est marquée par la signature d'un contrat avec Metal Blade, l'un des plus importants labels de metal. En mars 1999, Vader réalise sa première tournée américaine en tête d'affiche - International Extreme Music Festival 99 - avec des groupes tels que Gorguts, Cryptopsy, Nile, Divine Eve. En mai, le groupe joue au Metalmania - le plus important festival polonais, avec Grip Inc., Samael et Anathema. Juin est marqué par une autre tournée en Europe avec Six Feet Under, Enslaved, Cryptopsy, Thyrfing et Nile, et le reste de l'été est rempli par de nombreuses apparitions à des festivals en Allemagne, Belgique, République tchèque, Slovaquie et Pologne.

### 1999–2006

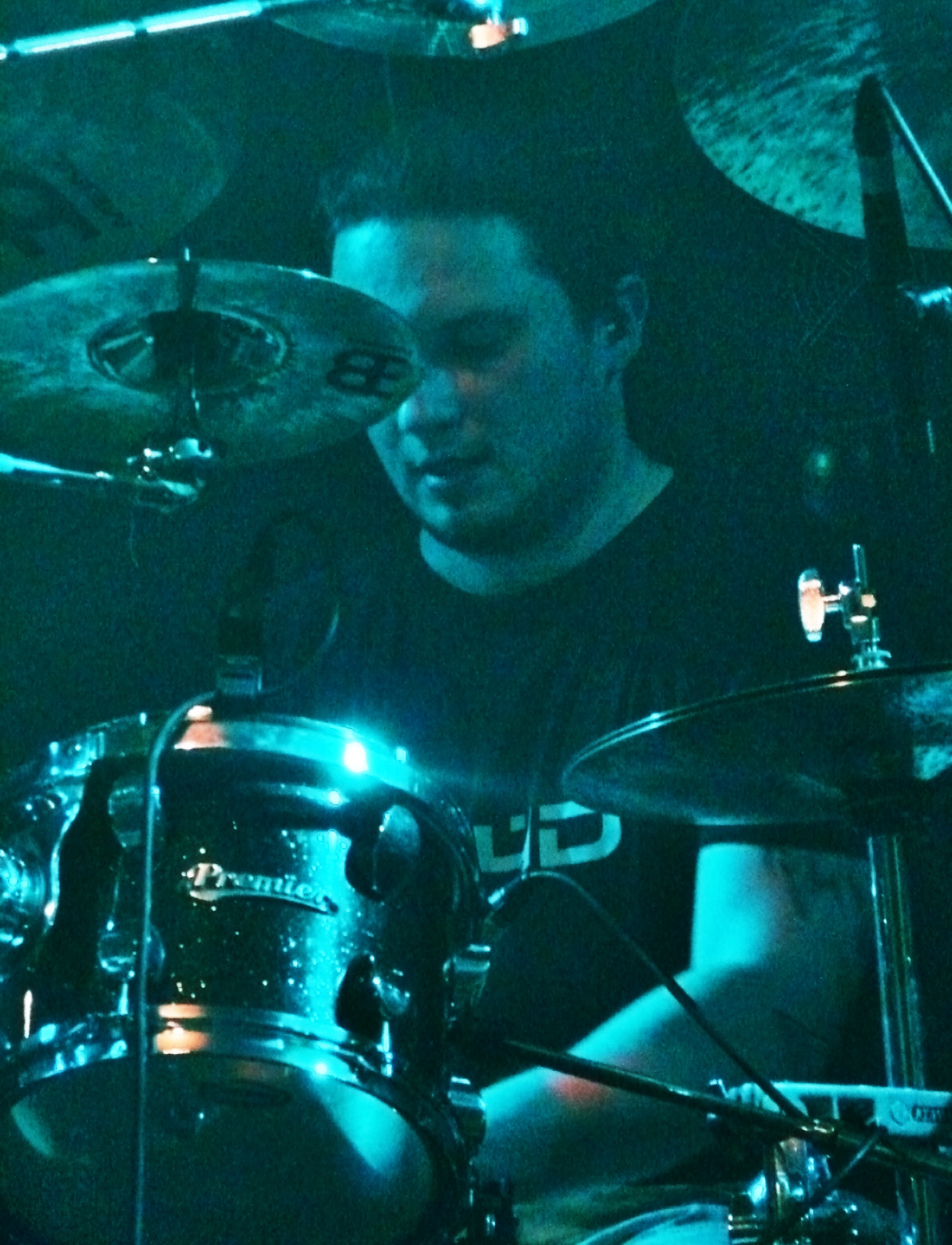
Dariusz Brzozowski à La Locomotive, à Paris, en 2008.

En novembre et décembre 1999, le groupe enregistre au Red Studio son nouvel album Litany, sorti en mars 2000. La sortie de l'album est suivie d'une tournée, dont le No Mercy Festival 2000 avec Deicide, Immortal, Marduk et Cannibal Corpse. En juin 2000, Vader s'embarque pour une tournée européenne de 30 dates avec Vital Remains, Fleshcrawl et The Crown. Entre juillet et octobre de la même année, Vader retourne au Red Studio enregistrer un mini-album Reign Forever World, qui comprend des reprises, de nouvelles versions et des titres live. Comme d'habitude, la promotion est basée sur les concerts, incluant de nombreux festivals, une tournée polonaise, russe, ukrainienne et américaine. Le mois de septembre 2001 assiste une autre tournée européenne avec Cryptopsy, Dying Fetus, Catastrophic, et plein d'autres, suivies du Thrash'em All Festival 2001 en Pologne avec Krisiun et Behemoth.
En février 2002, Vader enregistre son nouvel album studio. Revelations est enregistré au Red Studio avec Piotr Lukaszewski à la réalisation. C'est le premier album enregistré avec Simon le nouveau bassiste, remplaçant de Shambo. Avant la sortie, Vader tourne encore en Angleterre, Irlande et Écosse (mars 2002), au No Mercy Festival (avril 2002), et en Pologne (juin 2002). Le mois de mai assiste aussi à la sortie du premier DVD du groupe, More Vision and the Voice, qui inclura la VHS Visions and the Voice, des vidéoclips, une interview avec Peter et des plages interactives. Le 21 juin, Vader enregistrera un concert pour la promotion de Revelations dans un studio télévisé polonais (la VHS et le DVD devraient être bientôt disponibles). En septembre et octobre, le groupe part une nouvelle fois à la conquête de l'Europe - 50 concerts avec Krisiun et Decapitated - et plus tard en automne, il tourne aux États-Unis, Japon, en Amérique du sud, et en Australie.
Le nouvel album Revelations a eu une promotion d'un an et demi. Le groupe participe à de nombreux festivals pendant l'été 2002, et entame juste après sa tournée en Europe et aux États-Unis. Juste avant leur vol pour les États-Unis, Vader réside cinq jours au Japon et y réalise quelques spectacles. En décembre, leur premier concert brésilien a lieu. 2003 commence avec des dates en France en février, et en avril débute une nouvelle tournée avec Deranged, Arkon Infaustus et Arise qui précède l'infâme Polish Metal Mania festival et deux autres festivals en Scandinavie - l'Inferno Metal Festival et le Motala Festival en Finlande et en Suède. En juin, Vader se produit pour la première fois Israël (devant un public de plus de 1 000 personnes) et au cours de l'été, le groupe fait également quelques festivals (Wacken Open Air, Party San, Nuclear Storm et le plus énorme Polish festival Przystanek Woodstock, ou Vader se produit devant plusieurs milliers de personnes). Vader enregistre son nouveau mini-album, Blood. Le groupe trouve un nouveau bassiste en Novy (ex-Behemoth). En septembre, Vader organise une tournée (17 concerts) avec Decapitated, Frontside et Vesania. En octobre ils participent au Art of Noise Part 2 avec Nile, Kreator, Amon Amarth aux États-Unis.
L'année 2004 amène le lancement du nouvel album studio The Beast et une campagne de promotion intensive avec 170 représentations. Les enregistrements du nouvel album de Vader ont été interrompus et remis en mai/juin à cause d'un accident de Doc (batterie). Il est remplacé par un batteur appelé Daray (Vesania). Vader entame sa tournée avec en total 25 spectacles dans les pays d'Europe de l'Est. À partir du 1er avril, Vader continue sa tournée européenne en Allemagne, Pays-Bas, Belgique, Angleterre, France, Italie et Autriche. Dans le même temps ils enregistrent leur album The Beast. Une partie très importante de cette tournée a été la première visite dans les Balkans (Hongrie, Roumanie, Bulgarie, Serbie, Macédoine et Croatie) ainsi que la tournée en Scandinavie où ils ont joué 14 représentations. Dans la deuxième partie du 2004, Vader joue une autre tournée en Pologne appelée Blitzkrieg 2 (17 concerts),, une tournée aux États-Unis avec Cannibal Corpse et Napalm Death (octobre/novembre), et joue en décembre lors des festivals X-Mas. Mais le concert le plus important de 2004 est au Silesian Stadium à Katowice, en juin, où le groupe joue avec Metallica devant 50 000 spectateurs.
Les enregistrements pour The Beast sont finis mi-juillet. L'album sort dans les bacs le 20 septembre et contient 10 nouvelles chansons. Elles sont enregistrées au RG Studio, Gdańsk (Pologne) avec Piotr Lukaszewski derrière les consoles - le producteur bien connu des autres enregistrements du groupe. Et encore une fois Jacek Wiśniewski - artiste polonais fameux - s'est occupé de l'artwork et du layout. L'édition limitée européenne de l'album contient un DVD bonus avec un reportage du studio de 30 minutes, deux vidéoclips enregistrés pendant les séances, et trois vidéos enregistrées au Metal Mania Festival 2003 avec notamment Samael.

### 2006–2010
En 2006 sort l'album Impressions In Blood. En 2007, Vader participe au Hellfest, situé à Clisson, en France. En 2008, Vader, à l'occasion d'une tournée de leur 25 ans, sort un best-of en format digipack du nom de XXV retraçant sur deux disques, et un DVD, leur carrière musicale studio ainsi que live. Le layout de XXV est encore une fois réalisé par Jacek Wiśniewski. XXV est d'abord publié en streaming sur le Myspace officiel du groupe. L'album est entièrement enregistré, mixé et masterisé au Hertz Studio.
Ils signent un titre sur l'album Inspired by the Witcher offert avec l'édition Enhanced du jeu de rôle PC The Witcher. Leur nouvel album Necropolis se hisse à la 5e place des charts polonais.

### Depuis 2010

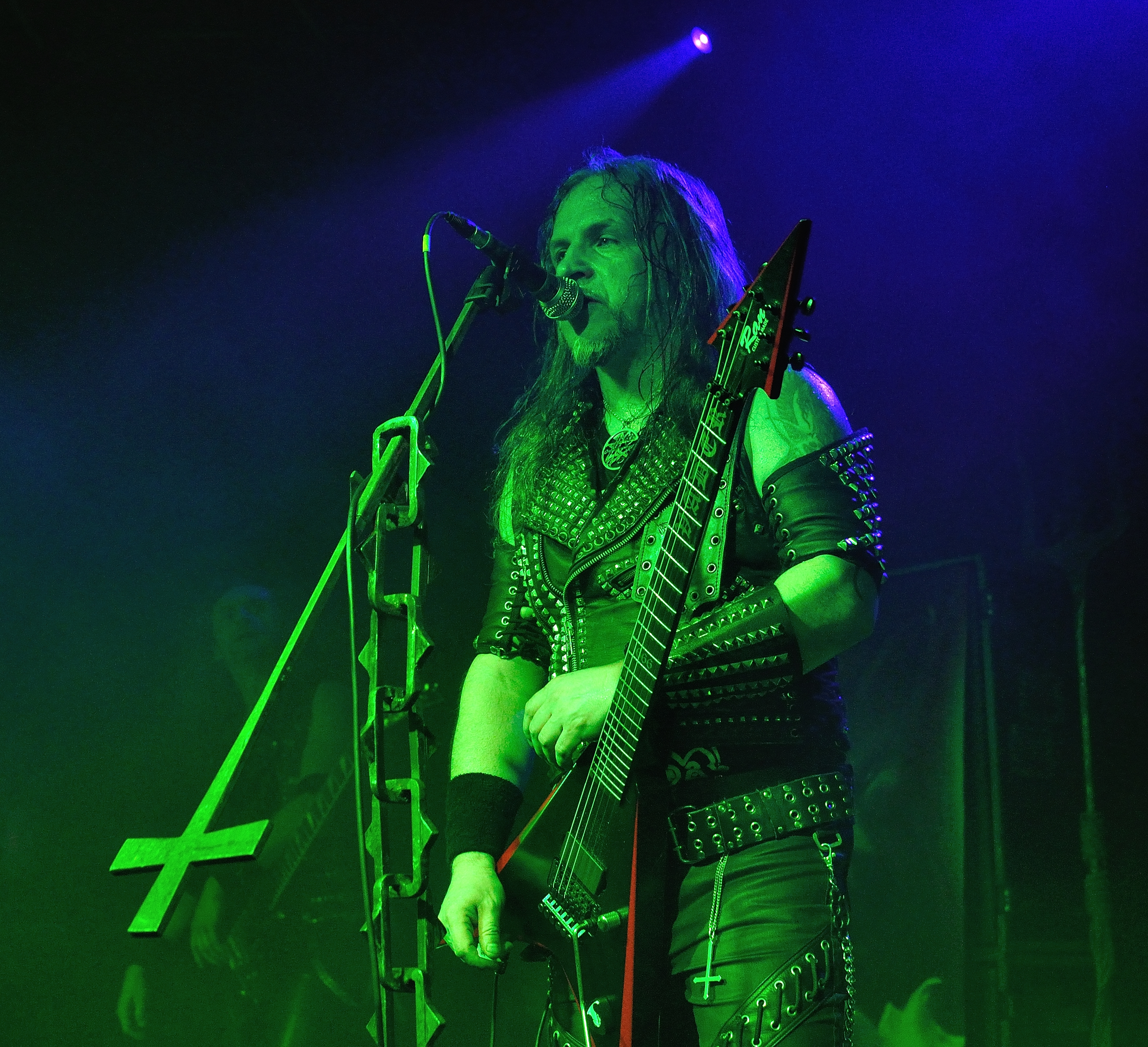
Piotr Wiwczarek, en 2015.

En 2011, Tomasz « Reyash » Rejek quitte le groupe. Il est remplacé par Tomasz « Hal » Halicki (Hermh et Abused Majesty). Le 12 août 2011, le groupe publie son neuvième album studio, intitulé Welcome to the Morbid Reich. Il est enregistré au Hertz Studio en collaboration avec les frères Wojciechem et Sławomirem Wiesławskimi. Il est également mixé et masterisé au Hertz Studio. Le processus de mise en œuvre est documenté en six courtes vidéos publiées sur YouTube.
En 2012, le groupe reçoit un prix Fryderyka dans la catégorie album de rock/metal pour Welcome to the Morbid Reich. En mars, la même année, ils jouent au Blitzkrieg VI. En décembre 2013, Vader entre en studio pour enregistrer son prochain album, intitulé Tibi Et Igni, prévu pour 2014. Le 7 mars 2014, le groupe finit d'enregistrer l'album, qui est publié le 30 mai par le label Nuclear Blast. Bien plus tard, ils publient leur album The Empire, le 4 novembre 2016.

### 2019
Vader tourne en Europe avec Entombed AD et Mortuary pour le European Chaos tour

### 2020
Le 1er mai 2020 sort le nouvel album du groupe, intitulé Solitude in Madness.

2023
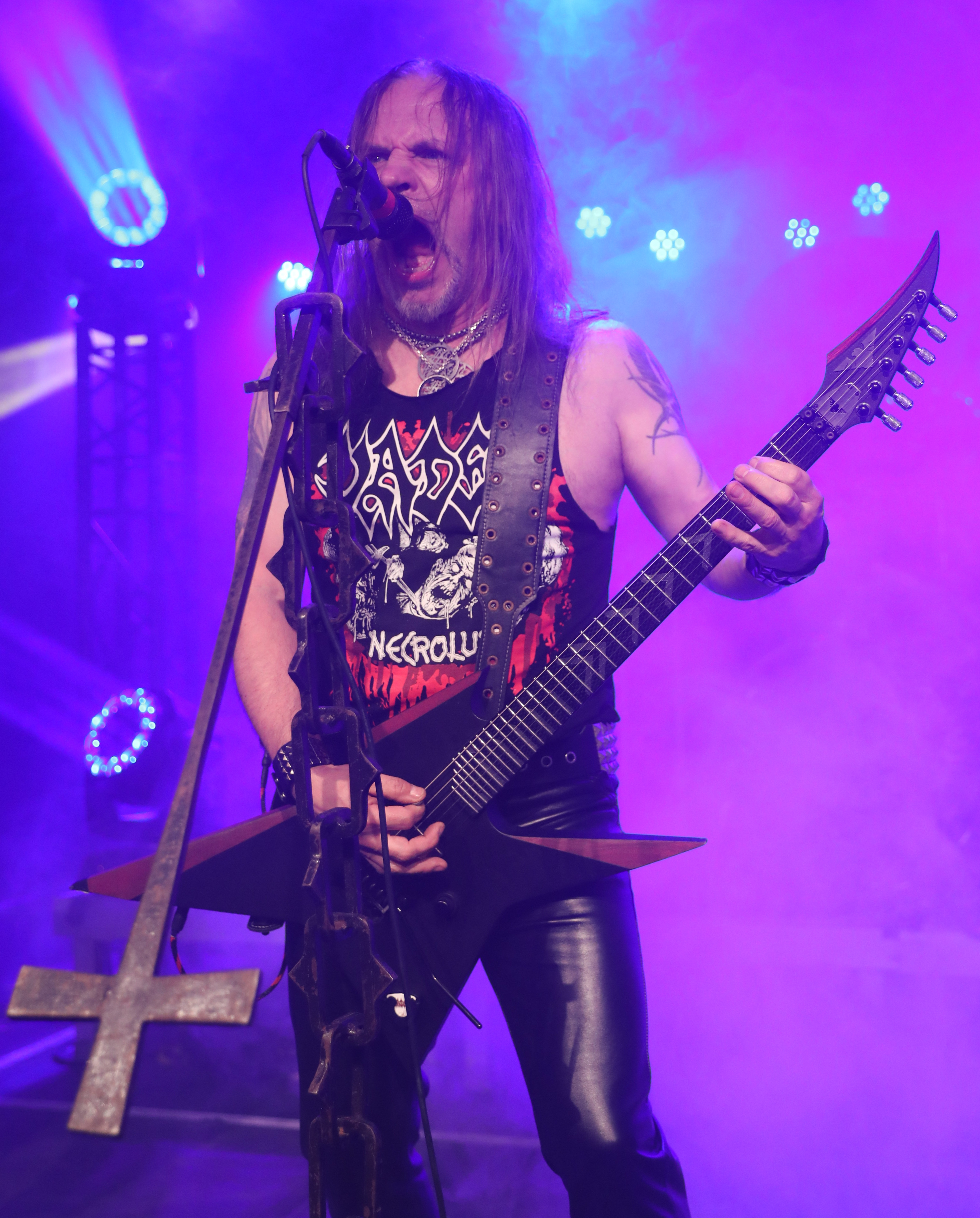
Piotr Wiwczarek in ORWOhaus
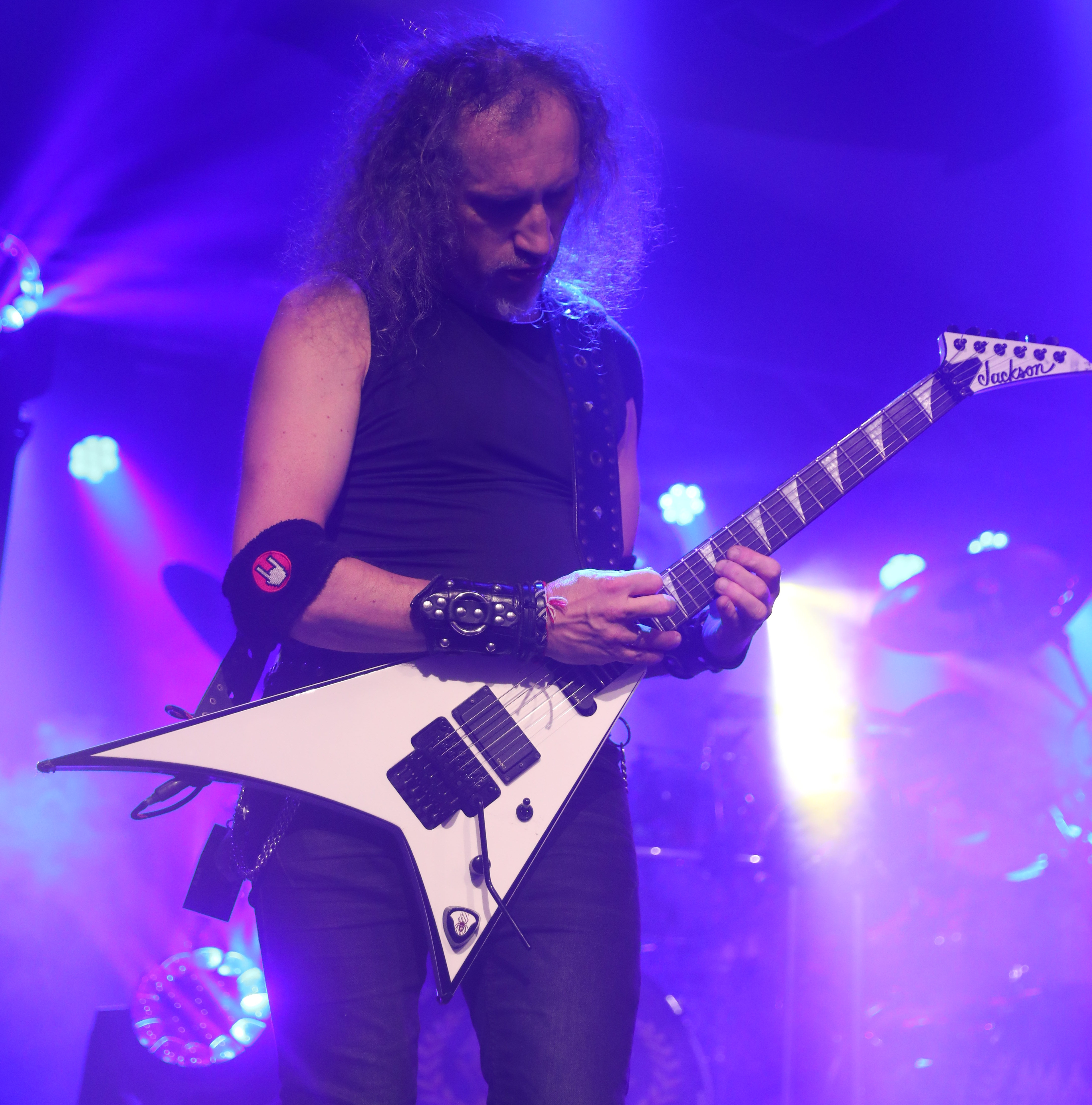
Marek Pająk
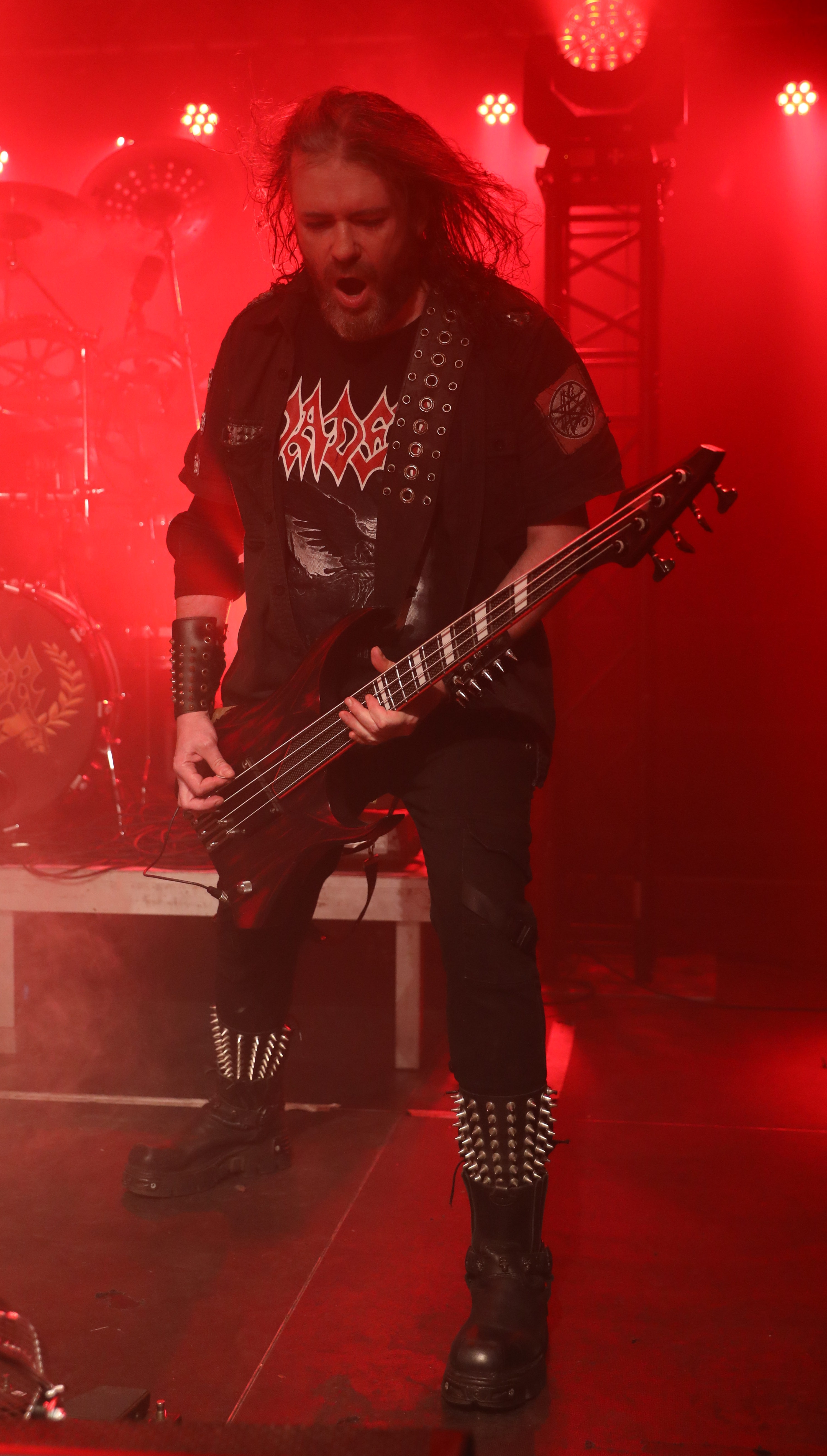
Tomasz Halicki
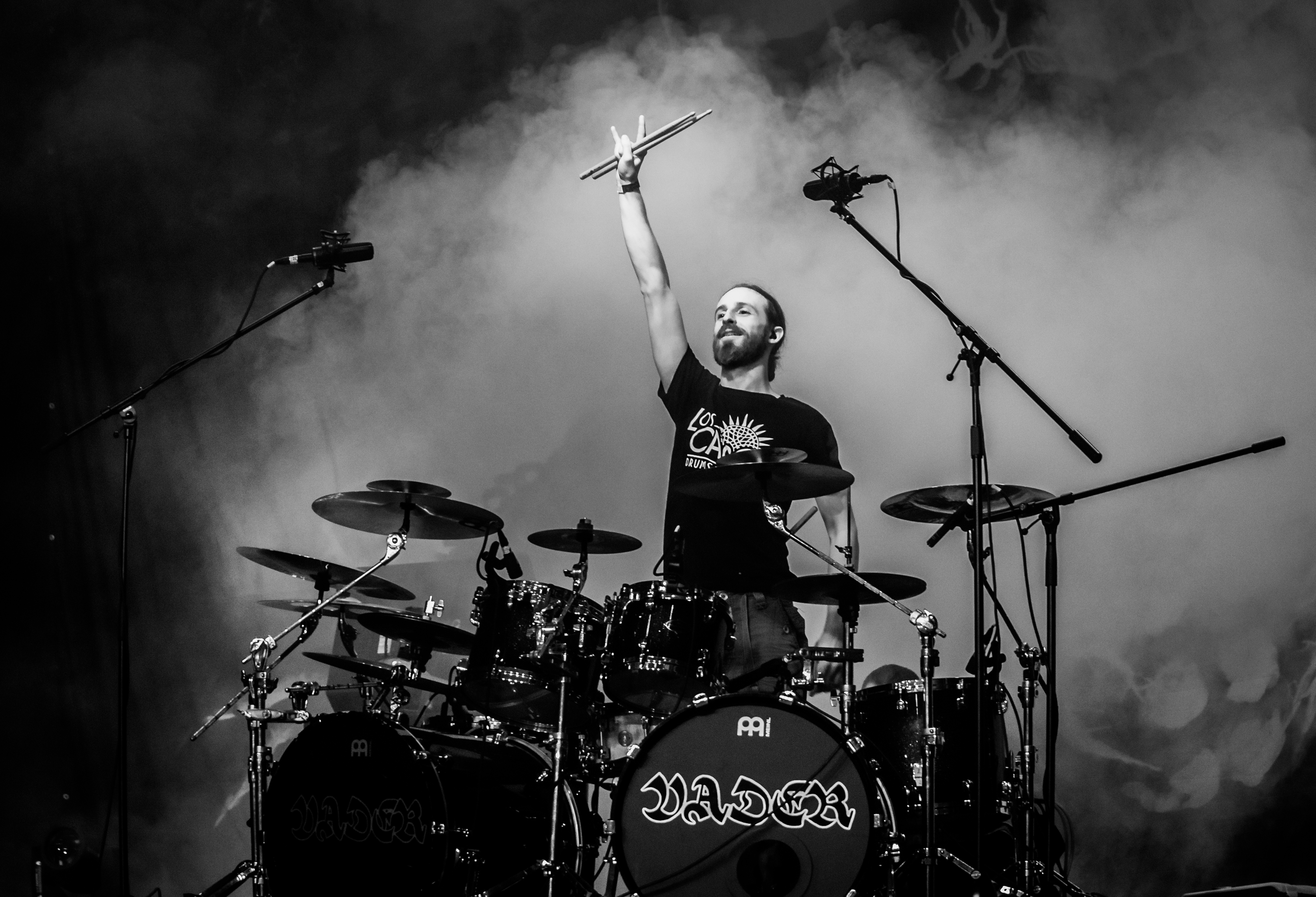
James Stewart at Wacken Open Air 2016

## Membres

### Membres actuels
- Piotr « Peter » Wiwczarek – guitare, chant (depuis 1983)
- Marek « Spider » Pająk – guitare (depuis 2010)[26]
- Tomasz « Hal » Halicki – basse (depuis 2011)
- James Stewart – batterie (depuis 2011)[27]

### Membres de tournée
- Marcin « Ząbek » Gołębiewski – batterie (1999)[28]
- Wacław « Vogg » Kiełtyka – guitare (2008–2009)[29]
- Marcin « Martin » Rygiel – basse (2008)
- Tomasz « Reyash » Rejek – basse (2008–2011)
- Marco Martell – guitare (2010)[30]

### Anciens membres
- Zbigniew « Vika » Wróblewski – guitare (1983−1986)
- Robert Bielak – chant (1984-1985)
- Piotr Tomaszewski – chant (1985)
- Robert « Astaroth » Struczewski – basse (1986)
- Grzegorz « Belial » Jackowski – batterie (1986–1987)
- Robert « Czarny » Czarneta – chant (1986−1988)
- Jacek « Jackie » Kalisz – basse (1988−1991, 1993)
- Krzysztof « Docent » Raczkowski – batterie (1988–2005)
- Piotr « Berial » Kuzioła – basse (1991−1992)
- Jarosław « China » Łabieniec – guitare (1991−1997)
- Leszek « Shambo » Rakowski – basse (1993–2001)
- Maurycy « Mauser » Stefanowicz – guitare (1997–2008)
- Konrad « Saimon » Karchut – basse (2002–2003)
- Marcin « Novy » Nowak – basse (2003−2008)
- Dariusz « Daray » Brzozowski – batterie (2005–2008)
- Paweł « Paul » Jaroszewicz – batterie (2008–2011, 2013)

## Discographie

### Compilations
- 2008 : XXV